# 安田昇
安田 昇（やすだ のぼる、1974年3月10日 - ）は、日本の実業家、元ラグビー選手。ヤスダエンジニアリングの取締役を務めている。

## プロフィール
- 大阪府東大阪市出身[1]。
- 現役時代のポジションはフッカー(HO)。
- 日本代表通算キャップ数は2。

## 略歴
啓光学園高校、専修大学を経て、1996年、ワールドに加入。なお専修大学時代、主将を務めたことがある。
2000年7月2日に行われた韓国戦で日本代表初キャップを獲得した。
2006年、現役を引退後、2011年、ヤスダエンジニアリングの取締役に就任。
2017年、「炭焼き やす田」を開店。